# Schönau (Gilserberg)
Schönau ist ein etwa 200 Einwohner zählender Ortsteil der Gemeinde Gilserberg im nordhessischen Schwalm-Eder-Kreis.

## Geographie
Das Dorf liegt gut zwei Kilometer nördlich von Gilserberg in der Quellmulde des Humbachs, einem Zufluss der westlich am Ort vorbeifließenden Gilsa. Schönau befindet sich innerhalb der Grenzen des Naturparks Kellerwald-Edersee am südwestlichen Rand des Höhenzugs Hemberg. Dort erhebt sich gut einen Kilometer nordöstlich des Ortes der 471 m ü. NN hohe Hundskopf. Etwa einen Kilometer nordwestlich von Schönau befindet sich die in der Ortsgemarkung gelegene Burgruine Schönstein auf dem Westsporn des 419 m ü. NN hohen Schloßbergs.

## Geschichte
Die älteste bekannte schriftliche Erwähnung von Schönau erfolgte unter dem Namen Sconowe im Jahr 1264 als Sconowe. Bei der Bildung der Gemeinde Schönstein wurde 1843 der nördliche Teil der Gemarkung Schönau mit der Rommershäuser Eisenhütte abgetrennt. Am 18. August 1855 fegte eine Windhose durch Schönau und zerstörte oder beschädigte 45 der zu diesem Zeitpunkt bestehenden 47 Gebäude. Dies wurde auch als „Der Schönauer Tag“ bekannt. Im Jahr 1928 wurde die Gemarkung durch Teile des aufgelösten Gutsbezirks Forst Densberg vergrößert. 
Zum 31. Dezember 1971 fusionierten im Zuge der Gebietsreform in Hessen die bis dahin selbstständigen Gemeinden Gilserberg, Heimbach, Lischeid, Sachsenhausen, Schönau und Winterscheid freiwillig zur Großgemeinde Gilserberg. Für alle nach Gilserberg eingegliederten ehemals eigenständigen Gemeinden wurden Ortsbezirke mit Ortsbeirat und Ortsvorsteher nach der Hessischen Gemeindeordnung gebildet.

## Bevölkerung
Einwohnerstruktur 2011
Nach den Erhebungen des Zensus 2011 lebten am Stichtag, dem 9. Mai 2011, in Schönau 222 Einwohner. Darunter waren 3 (1,4 %) Ausländer.
Nach dem Lebensalter waren 30 Einwohner unter 18 Jahren, 81 zwischen 18 und 49, 57 zwischen 50 und 64 und 54 Einwohner waren älter.
Die Einwohner lebten in 96 Haushalten. Davon waren 18 Singlehaushalte, 27 Paare ohne Kinder und 36 Paare mit Kindern, sowie 12 Alleinerziehende und keine Wohngemeinschaften. In 21 Haushalten lebten ausschließlich Senioren und in 57 Haushaltungen lebten keine Senioren.
Einwohnerentwicklung
| Quelle: Historisches Ortslexikon |                                                |
| • 1557:                          | 17 Hausgesesse                                 |
| • 1585:                          | 19 Hausgesesse                                 |
| • 1639:                          | 12 Männer, 4 Witwen                            |
| • 1681:                          | 15 Hausgesesse, ein Ausschuss, ein Junggeselle |
| • 1776:                          | 36 Wohnhäuser, 251 Einwohner                   |

| Schönau: Einwohnerzahlen von 1776 bis 2016 | Schönau: Einwohnerzahlen von 1776 bis 2016 | Schönau: Einwohnerzahlen von 1776 bis 2016 | Schönau: Einwohnerzahlen von 1776 bis 2016 | Schönau: Einwohnerzahlen von 1776 bis 2016 |
| --- | ------------------------------------------ | ------------------------------------------ | ------------------------------------------ | ------------------------------------------ |
| Jahr |                                            |                                            |                                            | Einwohner                                  |
| 1776 | 1776                                       |                                            | 251                                        | 251                                        |
| 1800 | 1800                                       |                                            | ?                                          | ?                                          |
| 1834 | 1834                                       |                                            | 548                                        | 548                                        |
| 1840 | 1840                                       |                                            | 313                                        | 313                                        |
| 1846 | 1846                                       |                                            | 348                                        | 348                                        |
| 1852 | 1852                                       |                                            | 350                                        | 350                                        |
| 1858 | 1858                                       |                                            | 348                                        | 348                                        |
| 1864 | 1864                                       |                                            | 346                                        | 346                                        |
| 1871 | 1871                                       |                                            | 316                                        | 316                                        |
| 1875 | 1875                                       |                                            | 271                                        | 271                                        |
| 1885 | 1885                                       |                                            | 228                                        | 228                                        |
| 1895 | 1895                                       |                                            | 248                                        | 248                                        |
| 1905 | 1905                                       |                                            | 211                                        | 211                                        |
| 1910 | 1910                                       |                                            | 226                                        | 226                                        |
| 1925 | 1925                                       |                                            | 229                                        | 229                                        |
| 1939 | 1939                                       |                                            | 214                                        | 214                                        |
| 1946 | 1946                                       |                                            | 310                                        | 310                                        |
| 1950 | 1950                                       |                                            | 297                                        | 297                                        |
| 1956 | 1956                                       |                                            | 252                                        | 252                                        |
| 1961 | 1961                                       |                                            | 239                                        | 239                                        |
| 1967 | 1967                                       |                                            | 242                                        | 242                                        |
| 1980 | 1980                                       |                                            | ?                                          | ?                                          |
| 1990 | 1990                                       |                                            | ?                                          | ?                                          |
| 2000 | 2000                                       |                                            | ?                                          | ?                                          |
| 2011 | 2011                                       |                                            | 222                                        | 222                                        |
| 2016 | 2016                                       |                                            | 216                                        | 216                                        |
| Datenquelle: Historisches Gemeindeverzeichnis für Hessen: Die Bevölkerung der Gemeinden 1834 bis 1967. Wiesbaden: Hessisches Statistisches Landesamt, 1968. Weitere Quellen: LAGIS; Gemeinde Gilserberg; Zensus 2011 |                                            |                                            |                                            |                                            |

Historische Religionszugehörigkeit
| Quelle: Historisches Ortslexikon |                                                                   |
| • 1861:                          | 333 evangelisch-reformierte (=100 %) Einwohner                    |
| • 1885:                          | 228 evangelische (=100 %) Einwohner                               |
| • 1961:                          | 222 evangelische (= 92,89 %), 17 katholische (= 7,11 %) Einwohner |

Historische Erwerbstätigkeit
| • 1776: | drei Müller, zwei Schmiede, ein Wagner, ein Schneider, ein Branntweinbrenner, 6 Tagelöhner, zwei Schäfer.                        |
| • 1838  | Familien: 25 Ackerbau, 30 Gewerbe, 39 Tagelöhner                                                                                 |
| • 1961  | Erwerbspersonen: 96 Land- und Forstwirtschaft, 26 produzierendes Gewerbe, 6 Handel und Verkehr, 4 Dienstleistungen und Sonstiges |

## Politik
Für Schönau besteht ein Ortsbezirk (Gebiete der ehemaligen Gemeinde Schönau) mit Ortsbeirat und Ortsvorsteher nach der Hessischen Gemeindeordnung.
Der Ortsbeirat besteht aus fünf Mitgliedern. Bei den Kommunalwahlen in Hessen 2021 betrug die Wahlbeteiligung zum Ortsbeirat 68,64 %. Alle Kandidaten gehörten der „Freien Wählergemeinschaft Schönau“ an. Der Ortsbeirat wählte Heiko Dehn zum Ortsvorsteher.